# Rudolf Größwang
Rudolf Größwang (1 de abril de 1951) es un deportista alemán que compitió para la RFA en luge, en la modalidad doble. Ganó dos medallas de bronce en el Campeonato Europeo de Luge, en los años 1972 y 1977.

## Palmarés internacional
| Campeonato Europeo | Campeonato Europeo | Campeonato Europeo | Campeonato Europeo |
| Año                | Lugar              | Medalla            | Prueba             |
| ------------------ | ------------------ | ------------------ | ------------------ |
| 1972               | Königssee (RFA)    | Medalla de bronce  | Doble              |
| 1977               | Königssee (RFA)    | Medalla de bronce  | Doble              |